# パリ・ブレスト

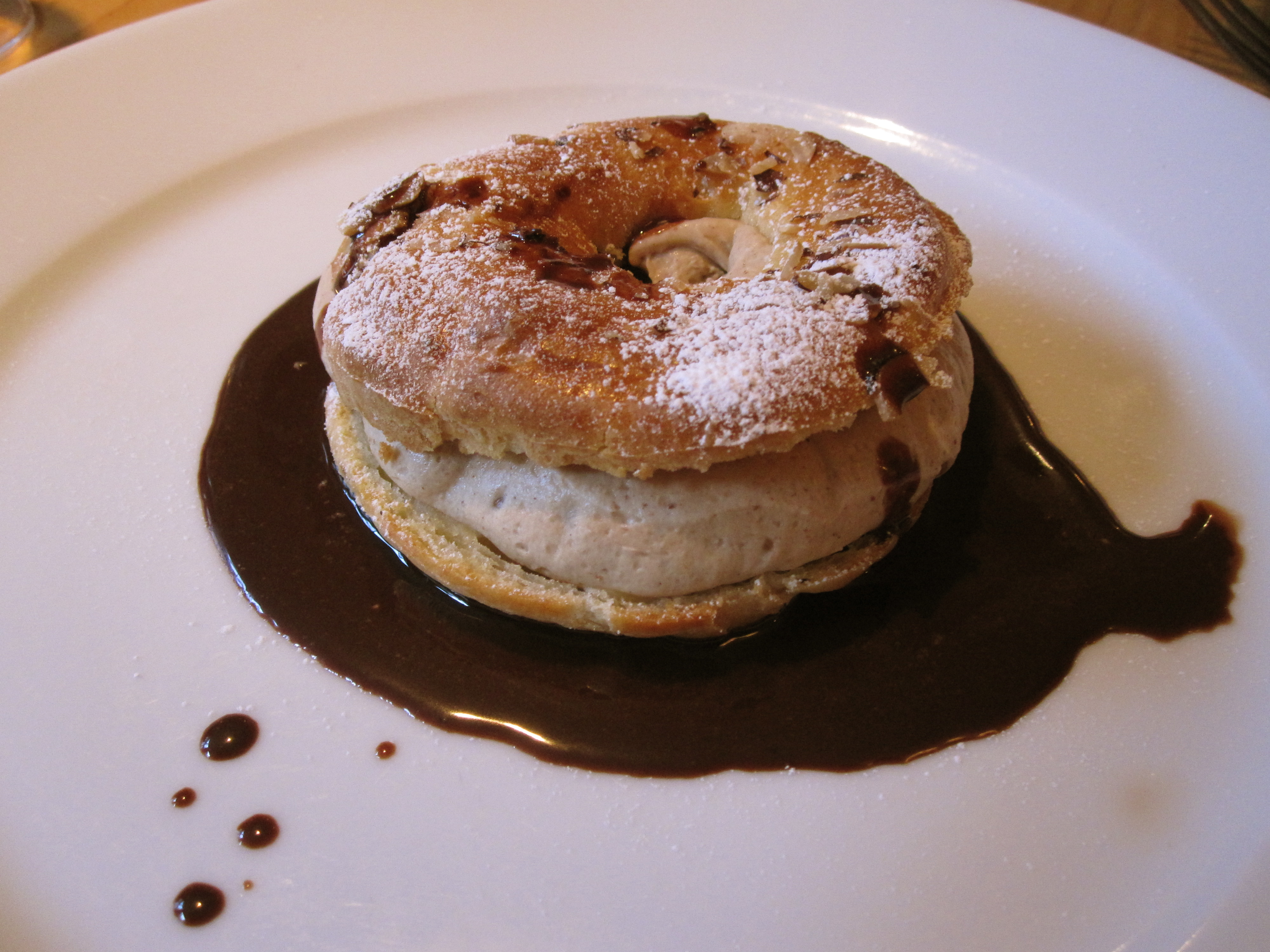
パリ・ブレスト

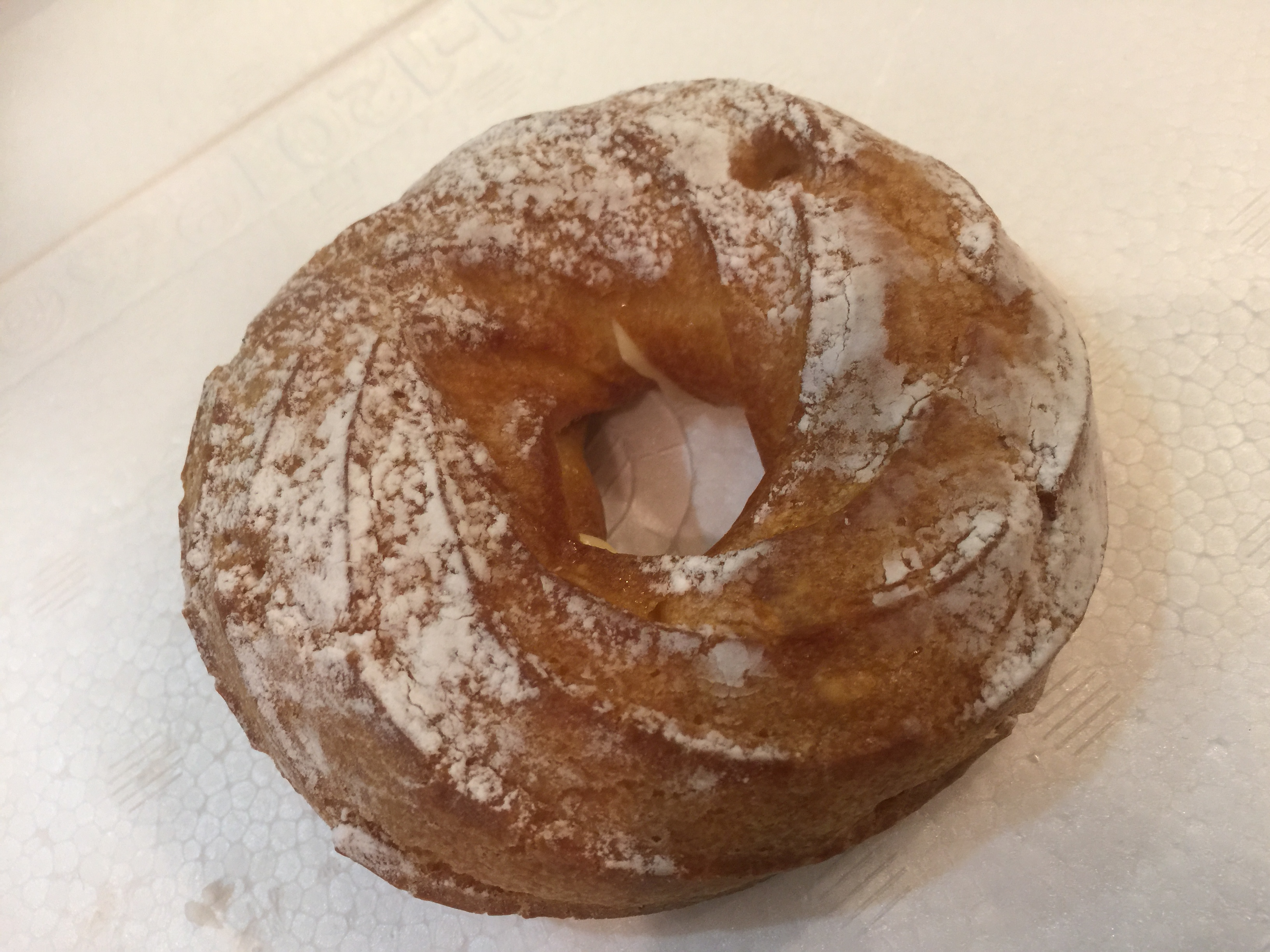
シュークリーム状のパリ・ブレスト

パリ・ブレスト（フランス語: Paris-Brest）は、フランスの菓子。日本では英語とフランス語の合成語である「リングシュー」と呼ばれることもある。

## 概要
パリ・ブレストで決まっているのは、リング状のパイ・シュー菓子というだけで、細かい制作方法は決まっていない。シンプルな製品は、単なるリング状のシュークリームという形態になる。内部に入れられるクリームも様々である。例えば、リング状に絞り出したシュー生地を焼き上げたものを真横に切り分け、上下の生地の間にプラリネを加えたアーモンド風味のバタークリームを挟んだ製品などもある。スライスしたアーモンドで生地の表面を飾り、粉砂糖を振り掛けることもある。また、アーモンド風味のクリームの代わりにコーヒー風味のクリームが使われる場合もある。菓子の大きさは大小様々で、ホールケーキ大に焼き上げた大型のパリ・ブレストにはクリームとともにプチシューが挟まれることもある。

## 起源
パリ・ブレストは、1891年に自転車レースパリ・ブレスト・パリの開催を記念して考案された自転車の車輪の形をした菓子として知られている。この菓子の考案者は、コースの沿道であるパリ・ロングイユ大通りの菓子店メゾン・ラフィットの職人ルイ・デュランだと考えられているが、デュランは菓子職人ではなくパン職人とする説も存在もある。デュランが生地に挟むクリームにプラリネを加えたのは、レースの参加者に体力をつけてもらうためだと言われている。やがてパリ・ブレストはレースの目的地である二つの都市以外でも作られるようになり、フランスを代表する菓子の一つになった。
1909年にパリとブレストを結ぶ鉄道の開通を記念して考案された菓子を起源とする異説もあり、2つの都市の間を走る列車の中でパリ・ブレストが売られていたという。

## 特記事項
- 別の自転車レースパリ〜ニースにあやかってパリ・ニースという菓子も考案され、パリ・ニースにはプラリネのクリームの代わりにクレーム・シブーストが挟まれている[5]。